# Роман Глебович (князь новгородский)
Роман Глебович (ум. после 1301) — князь Новгородский (—1293), Мстиславский (1281—после 1301). Младший сын Глеба Ростиславича Смоленского.

## Биография
Сразу после нашествия Дюденя и вокняжения Андрея Александровича во Владимире и Новгороде (1293) Роман по его поручению вместе с новгородцами провёл поход под основанную шведами в земле карелов крепость. Русское войско вынуждено было отступить по причине оттепели и недостатка в конском корме. По версии Л. Войтовича, Роман был новгородским князем до 1293 года. Согласно летописи, новгородским князем с 1284 года был Дмитрий Александрович.
Вместе со старшим братом Александром Смоленским участвовал в военном походе и осаде Дорогобужа в 1300 году. На помощь городу подошли войска их двоюродного брата Андрея Михайловича Вяземского и разбили Глебовичей.
В ЭСБЕ содержится информация, отнесённая к Роману Михайловичу брянскому (ум.1288), о поражении его от Гедимина и захвате последним Брянска в 1305 году, которая, возможно, относится к Роману Глебовичу. Власьев Г. А. обращал внимание на близкородственность брака Владимира Васильковича и Ольги Романовны в случае, если Роман Старый был сыном Михаила черниговского (и Олёны волынской) и отождествлял Романа Брянского не с Романом Михайловичем, а с Романом Глебовичем, но эта позиция не нашла поддержки у других историков: Роман Михайлович считается Ольговичем, хотя и не сыном Михаила Черниговского, либо сыном Михаила Черниговского от другого брака.

## В литературе
- В романе К. В. Сычева "Дмитрий Красивый" издательство "Ладомир", 2008 год.

## Семья и дети
Жена — неизвестна.
Дети:
- Дмитрий[9] — князь Брянский (1314—после 1333, после 1340—после 1352). По другой версии, Василию Александровичу наследовал его брат Дмитрий[10].
- Василий?[11] — князь Брянский (1356). По основной версии, после свержения с брянского престола Дмитрия Романовича Иваном Александровичем Смоленским престол был занят сыном Ивана Василием[9][12].